# Straight into love
Straight into love is een single van de in de Verenigde Staten geboren Sloveense zangeres Hannah Mancini. Het was de Sloveense inzending voor het Eurovisiesongfestival 2013 in Malmö te Zweden. Het nummer is geschreven door Mancini zelf en Marko Primuzak. Mancini strandde in de eerste halve finale op de laatste plaats en mocht dus niet naar de finale. 